# Генк Пфістер
Генк Пфістер (англ. Hank Pfister; нар. 9 жовтня 1953) — колишній американський тенісист.
Найвищу одиночну позицію світового рейтингу — 19 місце досяг 2 травня, 1983 року.
Здобув 2 одиночні та 11 парних титулів.
Перемагав на турнірах Великого шолома в парному розряді.
Завершив кар'єру 1988 року.

## Фінали за кар'єру

### Парний розряд (11–16)
| Результат | Ранг | Дата | Турнір                                           | Покриття | Партнер         | Суперники                          | Рахунок                 |
| --------- | ---- | ---- | ------------------------------------------------ | -------- | --------------- | ---------------------------------- | ----------------------- |
| Поразка   | 1.   | 1976 | Бірмінгем, Алабама, США                          | Килим    | Денніс Ролстрон | Джиммі Коннорс Ерік ван Діллен     | 6–7, 4–6                |
| Перемога  | 1.   | 1976 | Гонконг                                          | Тверде   | Балч Волтс      | Ананд Амрітрадж Іліє Настасе       | 6–4, 6–2                |
| Перемога  | 2.   | 1977 | Дейтон, Огайо, США                               | Килим    | Балч Волтс      | Джефф Боров'як Ендрю Паттісон      | 6–4, 7–6                |
| Поразка   | 2.   | 1978 | Дейтон, Огайо, США                               | Килим    | Балч Волтс      | Браян Готтфрід Джефф Мастерз       | 3–6, 4–6                |
| Поразка   | 3.   | 1978 | Сан-Хосе (Каліфорнія), США                       | Килим    | Бред Роув       | Джін Меєр Сенді Меєр               | 3–6, 4–6                |
| Перемога  | 3.   | 1978 | Відкритий чемпіонат Франції з тенісу, Париж      | Ґрунт    | Джін Меєр       | Мануель Орантес Хосе Їгерас        | 6–3, 6–2, 6–2           |
| Перемога  | 4.   | 1978 | Індіанаполіс, Індіана, США                       | Ґрунт    | Джін Меєр       | Джефф Боров'як Кріс Льюїс          | 6–3, 6–1                |
| Поразка   | 4.   | 1978 | Гонконг                                          | Тверде   | Бред Роу        | Марк Едмондсон Джон Маркс          | 7–5, 6–7, 1–6           |
| Перемога  | 5.   | 1978 | Sydney International                             | Трава    | Шервуд Стюарт   | Сід Болл Боб Кармайкл              | 6–4, 6–4                |
| Поразка   | 5.   | 1979 | Сан-Хосе, Каліфорнія, США                        | Килим    | Бред Роу        | Пітер Флемінг Джон Макінрой        | 3–6, 4–6                |
| Перемога  | 6.   | 1980 | Відкритий чемпіонат Франції, Париж               | Ґрунт    | Віктор Амая     | Браян Готтфрід Рауль Рамірес       | 1–6, 6–4, 6–4, 6–3      |
| Поразка   | 6.   | 1980 | Мауї, Гаваї, США                                 | Тверде   | Віктор Амая     | Пітер Флемінг Джон Макінрой        | 6–7, 7–6, 2–6           |
| Перемога  | 7.   | 1980 | Токіо Indoor                                     | Килим    | Віктор Амая     | Марті Ріссен Шервуд Стюарт         | 6–3, 3–6, 7–6           |
| Поразка   | 7.   | 1981 | Masters Doubles WCT, Лондон                      | Килим    | Віктор Амая     | Пітер Макнамара Пол Макнамі        | 3–6, 6–2, 6–3, 3–6, 2–6 |
| Перемога  | 8.   | 1981 | Tokyo Indoor                                     | Килим    | Віктор Амая     | Гайнц Ґюнтгардт Балаж Тароці       | 6–4, 6–2                |
| Поразка   | 8.   | 1981 | Sydney International                             | Трава    | Джон Седрі      | Пітер Макнамара Пол Макнамі        | 7–6, 6–7, 6–7           |
| Поразка   | 9.   | 1981 | Відкритий чемпіонат Австралії з тенісу, Мельбурн | Трава    | Джон Седрі      | Марк Едмондсон Кім Ворвік          | 3–6, 7–6, 3–6           |
| Перемога  | 9.   | 1982 | Монтеррей                                        | Килим    | Віктор Амая     | Трейсі Делатт Мел Перселл          | 6–3, 6–7, 6–3           |
| Поразка   | 10.  | 1982 | Тампа, Флорида, США                              | Тверде   | Браян Готтфрід  | Тім Галліксон Том Галліксон        | 2–6, 3–6                |
| Поразка   | 11.  | 1982 | Queen's Club, Лондон, Велика Британія            | Трава    | Віктор Амая     | Джон Макінрой Пітер Реннерт        | 6–7, 5–7                |
| Поразка   | 12.  | 1982 | Колумбус (Огайо), США                            | Тверде   | Віктор Амая     | Тім Галліксон Бернард Міттон       | 6–4, 1–6, 4–6           |
| Перемога  | 10.  | 1982 | Клівленд, Огайо, США                             | Тверде   | Віктор Амая     | Метт Мітчелл Крейг Віттус          | 6–4, 7–6                |
| Поразка   | 13.  | 1982 | Відкритий чемпіонат США з тенісу, Нью-Йорк City  | Тверде   | Віктор Амая     | Кевін Каррен Стів Дентон           | 2–6, 7–6, 7–5, 2–6, 4–6 |
| Перемога  | 11.  | 1982 | Лос-Анджелес-2 WCT, США                          | Килим    | Кевін Каррен    | Енді Ендрюс (тенісист) Дрю Джітлін | 4–6, 6–2, 7–5           |
| Поразка   | 14.  | 1984 | Тайбей, Тайвань                                  | Килим    | Дрю Джітлін     | Кен Флек Роберт Сегусо             | 1–6, 7–6, 2–6           |
| Поразка   | 15.  | 1985 | Х'юстон, США                                     | Килим    | Вен Тестермен   | Пітер Флемінг Джон Макінрой        | 3–6, 2–6                |
| Поразка   | 16.  | 1985 | Клівленд, Огайо, США                             | Тверде   | Вен Тестермен   | Лео Палін Оллі Ранасто             | 3–6, 7–6, 6–7           |

### Одиночний розряд (2 перемоги)
| Результат | W/L | Дата     | Турнір       | Покриття | Суперник   | Рахунок  |
| --------- | --- | -------- | ------------ | -------- | ---------- | -------- |
| Перемога  | 1–0 | Вер 1981 | Мауї, США    | Тверде   | Тім Майотт | 6–4, 6–4 |
| Перемога  | 2–0 | Лип 1982 | Ньюпорт, США | Трава    | Майк Естеп | 6–1, 7–5 |